# Thorax
La Thorax (in greco antico: θώραξ?) era un tipo di armatura usata nell'antica Grecia dall'epoca micenea fino all'Ellenismo; se ne hanno testimonianze per più di mille anni, dalla guerra di Troia alle guerre di Alessandro Magno, fino al periodo dei Diadochi
Il termine "thorax" indicava armatura in generale o, se in contrasto con "linothorax", si riferiva alle armature in metallo.

## Realizzazione
La comprensione delle corazze dell'antica Grecia deriva principalmente, come già detto, dalle pitture sui vasi; in qualche caso, però, anche i testi antichi possono dare una mano.
La thorax consisteva di due o più gyala (in greco antico: γύαλα?), lastre di metallo che coprivano il petto e la schiena.
La mitra o mitre (in greco antico: μίτρα o μίτρη?) era la protezione metallica indossata attorno alla vita, sopra la pelle o un panno di feltro chiamato zoma (in greco antico: ζώμα?),
Delle placchette di metallo chiamate pteruges (in greco antico: πτέρυγες?) proteggevano varie parti del corpo; a seconda delle raffigurazioni, si possono trovare su tutta l'armatura, oppure solo nella sua parte inferiore.
Una cintura chiamata zoster (in greco antico: ζωστήρ?), probabilmente fatta di pelle ma con delle placchette in cuoio, veniva indossata intorno alla vita sopra le altre parti della corazza.